# Kyselina isocitronová
Kyselina isocitronová (resp. její aniont isocitrát) je hydroxykyselina s jednou OH a třemi COOH skupinami. Je to důležitý meziprodukt v citrátovém cyklu a v glyoxylátovém cyklu. V těchto metabolických cestách vzniká z cis-akonitátu pomocí akonitázy. Následná dehydrogenace isocitrátu za vzniku oxalsukcinátu (a posléze α-ketoglutarátu) je katalyzována isocitrátdehydrogenázou.
Je to polohový izomer kyseliny citronové, liší se umístěním hydroxylové (OH) skupiny.